# Gdynia Port
Gdynia Port – stacja towarowa w Gdyni, w województwie pomorskim w Polsce. Ma górkę rozrządową obsługiwaną z nastawni GPD.
W maju 2018 roku spółka PKP Polskie Linie Kolejowe ogłosiła przetarg na przebudowę stacji Gdynia Port oraz części linii kolejowych 201, 228, 723, 961, 724 i 725, rozjazdami oraz elektryfikacją. Prace przy projekcie zostały wycenione na 1,112 mld zł. 13 września 2018 przetarg został unieważniony ze względu na to, że najniższa oferta złożona przez Torpol opiewała na 1,843 mld zł.